# Pickett House
Pickettův dům je nejstarší dům ve městě Bellingham v americkém státě Washington. Nachází se na 910 Bancroft Street a byl postaven roku 1856 kapitánem americké armády Georgem Pickettem, který se později stal důležitým generálem armády Konfederace při občanské válce. Dům byl umístěn do Národního rejstříku historických míst v roce 1971.

## Historie
Poté, co kapitán George Pickett přijel do města jako dozorce stavby pevnosti Fort Bellingham, vyhlédl si místo na Peabodyho kopci v tehdejším městě Whatcom, kde si postavil dům. Dvoupatrová budova byla postavena ze dřeva, které kapitánovi poskytla nedaleká pila Roeder-Peabody, která stála na břehu potoka Whatcom Creek. Zhruba o rok později se v domě kapitánovi narodil syn James Tilton. Poté, co kapitán Pickett odešel z Bellinghamu v roce 1861, aby mohl sloužit v občanské válce, se dům postupně ocitl v držení několika vlastníků. Posledním člověkem, který jej využíval jako bydliště, byla Hattie Strothers, která ho ale ve své závěti odkázala Historické společnosti státu Washington. Ta se stala vlastníkem objektu v roce 1936 a o pět let později v něm otevřela muzeum. To, stejně jako později otevřená pobočka organizace Daughters of Pioneers, je zde stále v provozu.
Původní stavba zažila ve své historii nevelké množství změn. Úzké schodiště nahradilo žebřík vedoucí do horního patra, kde se nacházely ložnice, a do přístavku byla přidána kuchyně.